# Вельс-Ланд
Вельс-Ланд (нем. Bezirk Wels-Land) — округ в Австрии. Центр округа — город Вельс. Округ входит в федеральную землю Верхняя Австрия. Занимает площадь 457,66 кв. км. Население 63 004 чел. Плотность населения 138 человек/кв.км.

## Административные единицы
Общины
1. Айхкирхен (497)
2. Бахманнинг (638)
3. Бад-Вимсбах-Найдхартинг (2 360)
4. Бухкирхен (3 648)
5. Эберстальцелль (2 190)
6. Эдт-Ламбах (2 082)
7. Фишльхам (1 258)
8. Гунскирхен (5 296)
9. Хольцхаузен (642)
10. Кренгльбах (2 644)
11. Ламбах (3 242)
12. Мархтренк (11 288)
13. Нойкирхен-Ламбах (830)
14. Оффенхаузен (1 546)
15. Пенневанг (859)
16. Пихль-Вельс (2 726)
17. Заттледт (2 241)
18. Шлайсхайм (941)
19. Зипбахцелль (1 713)
20. Штадль-Паура (4 869)
21. Штайнеркирхен-на-Трауне (2 149)
22. Штайнхаус (1 801)
23. Тальхайм-Вельс (4 971)
24. Вайскирхен-на-Трауне (2 655)